# Dornier Do J
El Dornier Do J, conocido como Wal (‘ballena’ en alemán), fue un hidroavión bimotor alemán, la aeronave más importante diseñada a principios de la década de los años 20 del siglo XX, por la compañía Dornier Flugzeugwerke.

## Desarrollo y diseño

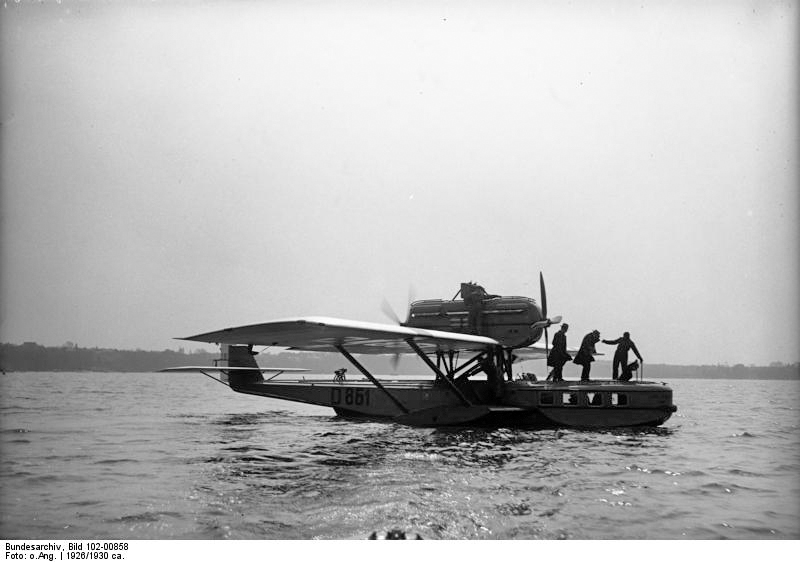
Foto de un Wal en 1926

El  Do J Wal (más tarde denominado Do 16) fue el hidroavión de su clase más avanzado y apreciado de finales de los años veinte y comienzos de los treinta. El amplio casco de doble rediente, totalmente metálico, incorporaba flotadores de sección aerodinámica para darle mayor estabilidad en el agua, encima de los cuales iba un ala en parasol sin ahusamiento arriostrada por montantes. El extremo trasero del casco, sobreelevado, remataba en una cola convencional arriostrada. La planta motriz consistía en dos motores montados en tándem sobre la sección central alar, que accionaban una hélice tractora y otra impulsora. La amplitud del casco permitía diferentes disposiciones, de acuerdo con el empleo civil o militar del aparato; el piloto y el copiloto iban sentados lado a lado en el compartimiento delantero; el compartimiento de navegación y de radio se hallaba detrás de ellos, y aún quedaba espacio para carga, correo o pasajeros, de los que podía transportar en configuración civil hasta diez. Estaba impulsado por dos motores Rolls-Royce Eagle IX de 355 hp cada uno, que le conferían una velocidad máxima de 210 km/h y una de crucero de 185 km/h.
El prototipo realizó su primer vuelo el 6 de noviembre de 1922. Los vuelos de pruebas, así como la producción del avión, tuvieron lugar en Italia, ya que en Alemania, después de la Primera Guerra Mundial (debido a los términos restrictivos contenidos en el Tratado de Versalles), no se podían producir aeroplanos con motores de más de 60 hp de potencia. La producción inicial estuvo a cargo de la firma italiana Costruzioni Meccaniche Aeronautiche Società Anonima (CMASA). Muy pronto los Wal experimentaron un gran éxito comercial, siendo empleados en rutas civiles internacionales y siendo construidos también por CASA en Puntales, Cádiz (España), Japón, los Países Bajos y en la factoría suiza de Dornier, sita en Altenrhein, a orillas del lago de Constanza, antes de que comenzaran a producirse en Friedrichshafen en 1933.
La citada compañía italiana construyó entre 1924-25 cierto número de Wal para la Aeronáutica Naval de la Armada Española, utilizando en este caso motores Rolls-Royce Eagle IX. La combinación del Wal y el Rolls-Royce Eagle resultó excelente para aumentar la capacidad de carga útil, lo que quedó demostrado de manera concluyente en febrero de 1925, cuando se conquistaron 20 récords mundiales en las categorías con cargas que iban de 250 a 2000 kg.
Durante 1932, Deutsche Luft Hansa AG, que planeaba establecer un servicio de correo aéreo a Sudamérica, decidió combinar el ya probado Wal con un buque de carga especialmente reconvertido para ser usado como base de reabastecimiento de combustible y mantenimiento en el océano. El primer buque, el Westfalen, se equipó para subir a bordo al Wal y luego relanzarlo por medio de una catapulta a vapor. Después de algunos vuelos de pruebas efectuados en 1933, tuvo lugar el primer vuelo regular de Alemania a Sudamérica, que comenzó el 3 de febrero de 1934, desde Stuttgart a Buenos Aires, vía Sevilla, Bathurst (actual Banjul), buque Westfalen y Natal; el trayecto pudo completarse en cuatro días.
También se construyeron bajo licencia por CASA en Cádiz, España, Astilleros Kawasaki en Japón, Avioland en Países Bajos, Suiza, Dornier en Alemania (Friedrichshafen) con diferentes motorizaciones. Se construyeron alrededor de 300 Wal antes de que la producción se diese por finalizada a mediados de la década de los treinta.

## Vuelos destacables
Vuelo al Polo Norte

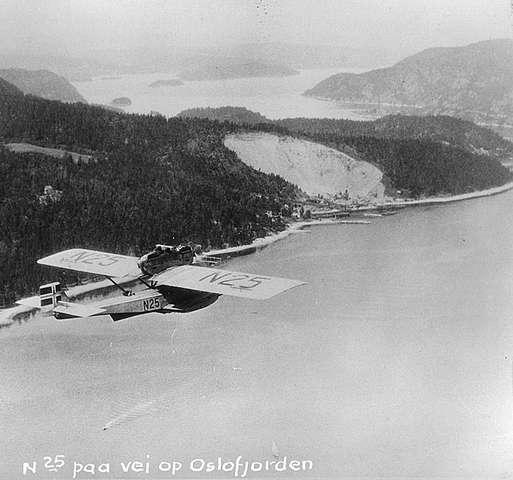
Dornier Do J N25 utilizado por el explorador noruego Roald Amundsen en vuelo de Horten a Oslo.

El explorador ártico noruego Roald Amundsen utilizó dos Dornier Wal en su intento de alcanzar el polo norte desde Spitzbergen en 1925. Uno de estos Wal, el N-25, se perdió en un banco de hielo, pero el otro, después de algunas reparaciones, pudo regresar a su base de partida en junio de 1926.
Travesía Isla de Sylt - Nueva York
Este mismo ejemplar fue puesto a punto y equipado con un nuevo motor para un piloto británico que planeaba atravesar el Atlántico. Al fracasar dicho proyecto, el aparato fue adquirido por Wolfgang von Gronau para usarlo en la Escuela de Vuelo Comercial alemana (DVS). Una vez revisado y equipado con los motores BMW VI, fue matriculado D-1422 y empleado por la DVS en el entrenamiento de vuelos marítimos de largo alcance. En este mismo avión embarcaron el 18 de agosto de 1930 von Gronau y su tripulación para volar desde List (isla de Sylt) hasta Nueva York, vía islas Feroe, Islandia, Groenlandia y Labrador. Después de 44 horas y 25 minutos de vuelo, amerizaron en el puerto de Nueva York.
Vuelo del "Plus Ultra"
En enero de 1926, el comandante Ramón Franco, al mando de un aparato denominado Plus Ultra con motores Rolls-Royce, efectuó la primera travesía aérea del Atlántico Sur, partiendo de Palos de la Frontera (Huelva, España) y arribando a Buenos Aires, tras 59 horas y 39 minutos de vuelo.
Travesía Patrulla Atlántica
La Patrulla Atlántida fue un vuelo por etapas llevado a cabo entre Melilla y Guinea Ecuatorial en 1926 .La patrulla, compuesta por tres aviones Dornier Wal con motores Rolls-Royce Eagle 9, bautizados "Andalucía", "Cataluña" y "Valencia", salió de Melilla el 10 de diciembre de 1926, llegando a Santa Isabel (actual Malabo) en la isla de Fernando Poo (actual Bioko) el 25 de diciembre. El recorrido fue: Melilla, Casablanca, Las Palmas, Port-Étienne, Dakar, Conakri, Monrovia-Grand Bassam, Lagos, Santa Isabel. Recorrieron 15000 km ida y vuelta.
En 1927 la Ligue Internationale des Aviateurs otorgó el primer premio (Harmon Trophy) a Charles Lindbergh por su cruce del Atlántico Norte y el trofeo al Mejor Aviador del Año al Cte. Rafael Llorente como jefe de la Patrulla Atlántida.

## Variantes

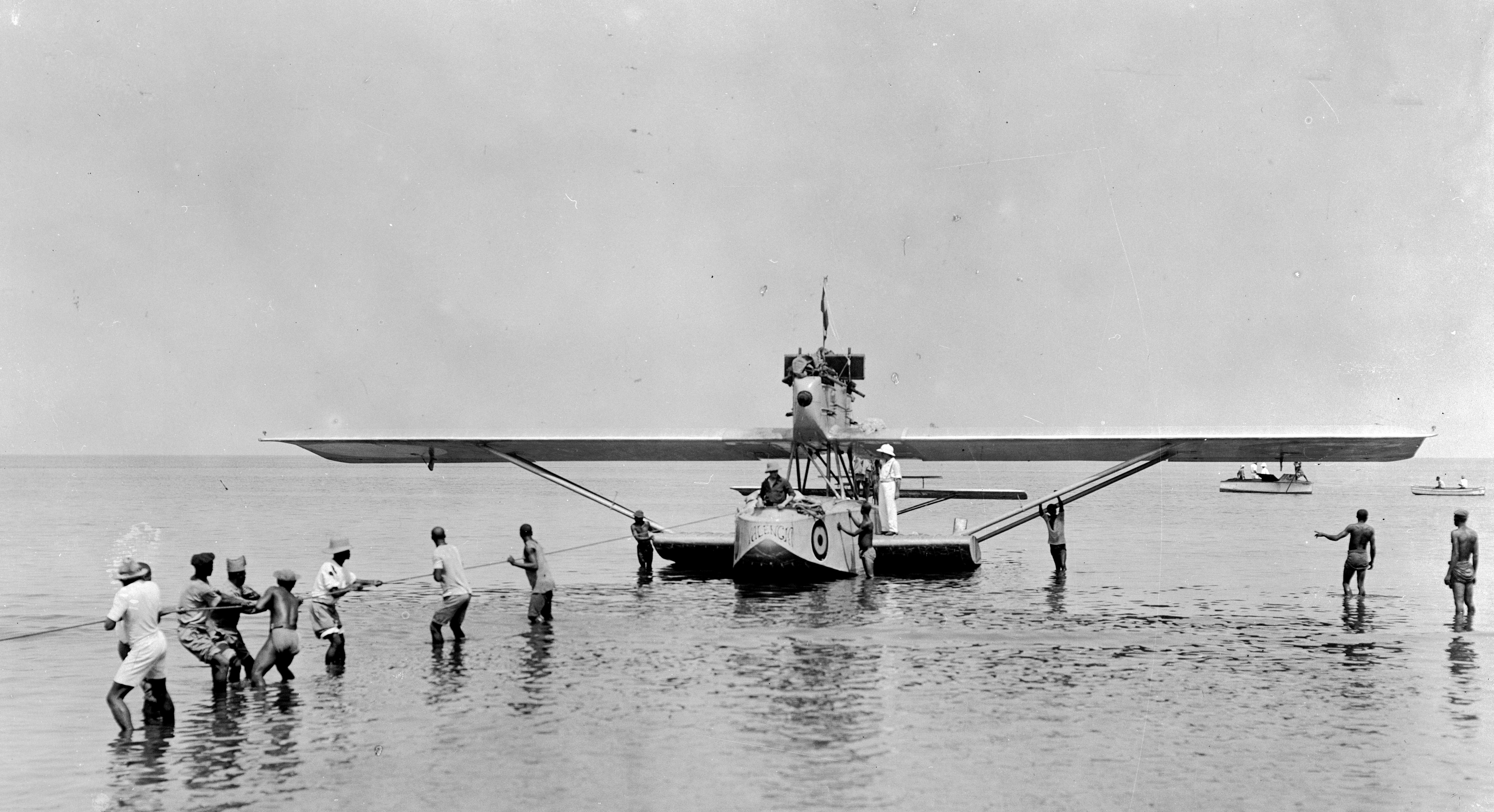
La patrulla "Atlántida" realizó un levantamiento fotográfico y cartográfico de la colonia española de Guinea Española entre 1926 y 1927.

Do J Kas Wal
2x motor Hispano-Suiza. Hidrocanoa militar y de transporte.
Do J Wal
2x motor Rolls-Royce Eagle IX. Hidrocanoa militar y de transporte. Exportado a Argentina, Chile y la Unión Soviética.
Do J Wal
2x motor Rolls-Royce Kestrel. Hidrocanoa militar y de transporte. Exportado a Yugoslavia.
Do J Wal
2x motor Lorraine-Dietrich. Hidrocanoa militar y de transporte. Usado en las Indias Orientales Neerlandesas.
Do J Wal
2x motor Renault.
Do J Wal
2x motor Farman 12Wer.
Do J Wal
2x motor Napier Lion V.
Do J Wal
2x motor Rolls-Royce Eagle. Hidrocanoa de transporte de pasajeros.
Do J Wal
2x motor Isotta-Fraschini Asso.
Do J Wal
2x motor Fiat A.22 R.
Do J Gas Wal
2x motor Gnôme-Rhöne Jupiter.
Do J Bas Wal
2x motor BMW VI.
Do J II Wal
2x motor BMW VI.
Do J II Wal
2x motor Siemens Jupiter.
Do J II Bas Wal
2x motor BMW VI. Hidrocanoa de transporte de pasajeros.
Do J IIa Bos Wal
2x motor BMW VI. Hidrocanoa postal.
Do J IIaK Bos Wal
2x motor BMW VI. Usado en los cruces catapultados del Atlántico.
Do J IIb Bos Wal
2x motor BMW VIIa. "Grönland"-Wal.
Do J II Ses Wal
2x motor Siemens Sh 20. Wal
Do J IId Bis Wal
2x motor BMW VI.
Do J IId Bis Wal
2x Curtiss Conqueror a Colombia.
Do J II 16a Bis Wal
2x motor BMW VI. Dornier Do 16.
Do J IId Wal
2x motor BMW VI. Militär-Wal.
Do J IIe 16 Bos Wal
2x motor BMW VI.
Do J IIf Bos Wal
2x motor BMW VI U.
Do O Wal
"Atlantico" c/n 34 y "Pacifico" c/n 35, construidos por CMASA en Italia. Usados en una expedición a Sudamérica en 1924. Embarcados hacia y ensamblados en la isla de Curazao. Vendidos a Sindicato Condor y más tarde a  Varig. Todavía en uso, 1936.
Do 16
Redesignación de los aviones J II militares.
Dornier Do R Super Wal
Fabricado en Friedrichshafen, el Super Wal exhibía mayor envergadura y casco alargado, así como dos cabinas, que alojaban un total de 19 pasajeros y cuatro tripulantes. El Do R2 tenía una configuración general similar a la del Wal de la misma época, con dos motores Rolls-Royce Condor de 650 hp dispuestos en tándem. El Do R4 de 1927, por su parte, equipaba 4 motores Bristol Jupiter fabricados por Siemens (Bramo 323), montados en dos pares en tándem, que acarrearon un aumento del peso en un 33 %, pero permitían incrementar la velocidad en un 16 %. Además de ser fabricados en Alemania, los Super Wal se construyeron bajo licencia en otros países, prestando muy buenos servicios a muchas líneas aéreas. En 1934, la serie Wal fue redesignada Do 16.

## Operadores
Alemania
- Deutsche Luft Hansa AG

 Argentina
- Armada Argentina

 Brasil
- Condor Syndikat
- Varig

 Chile
 Colombia
- SCADTA
- Fuerza Aérea Colombiana

 Dinamarca
 España
- Aeronáutica Naval

 España

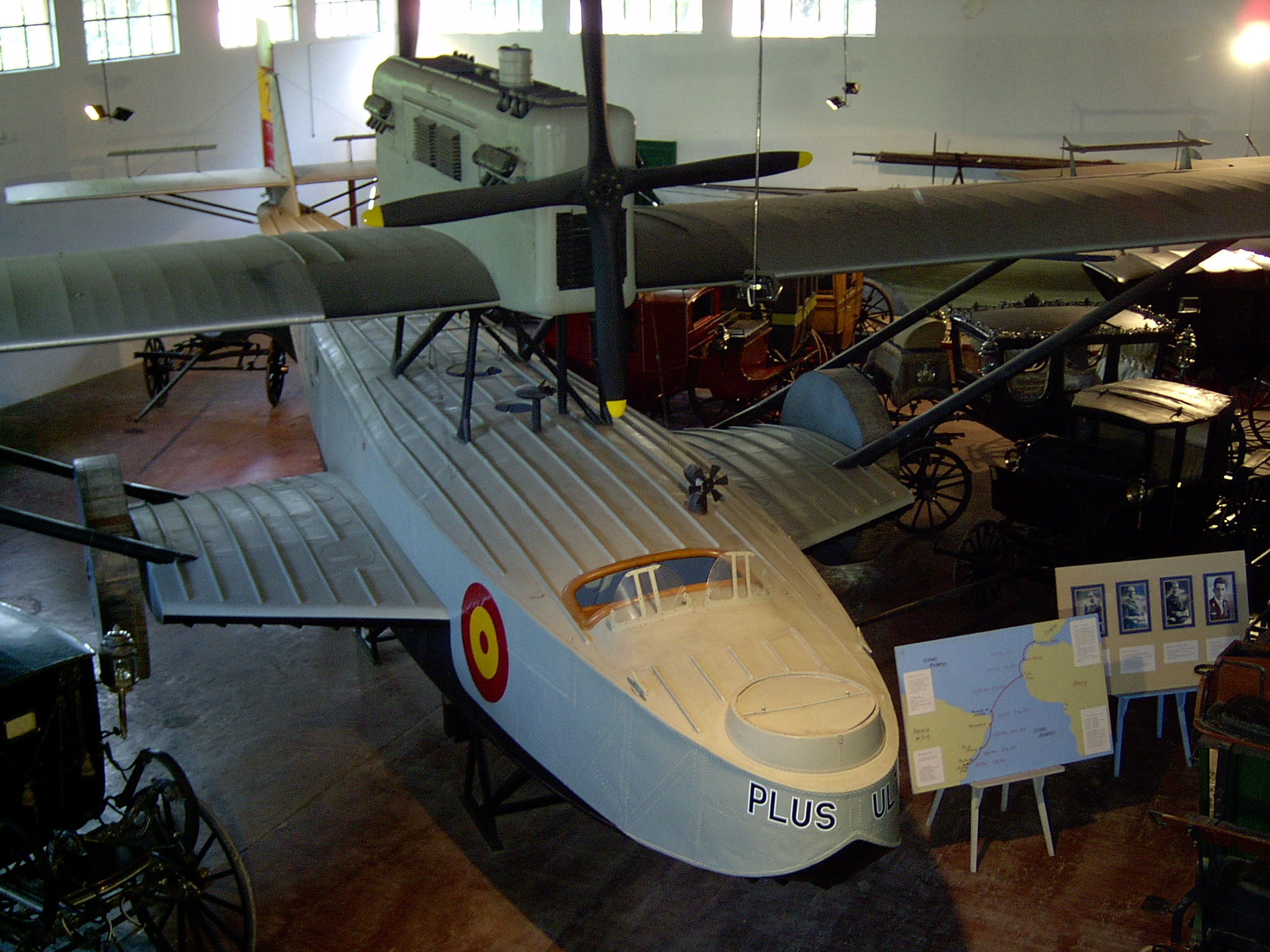
El Dornier Do J español Plus Ultra en el Museo de Luján (Argentina).

- Fuerzas Aéreas de la República Española
- Marina de Guerra de la República Española

 España
- Ejército del Aire
- Armada Española

 Italia
 Japón
 Noruega
 Países Bajos
- Servicio de Aviación Naval Neerlandés

 Portugal
 Reino Unido
 Suiza
 Unión Soviética
 Uruguay
 Yugoslavia

## Especificaciones

### Características generales
- Tripulación: Tres
- Capacidad: De 8 a 10 pasajeros
- Longitud: 17,3 m (56,6 ft)
- Envergadura: 22,5 m (73,8 ft)
- Altura: 5,2 m (17,1 ft)
- Superficie alar: 96 m² (1033,4 ft²)
- Peso vacío: 3630 kg (8000,5 lb)
- Peso máximo al despegue: 5500-7000 kg
- Planta motriz: 2× motor lineal V12 refrigerado por líquido Rolls-Royce Eagle IX.
  - Potencia: 265 kW (365 HP; 360 CV) cada uno.
- Hélices: De madera de paso fijo:

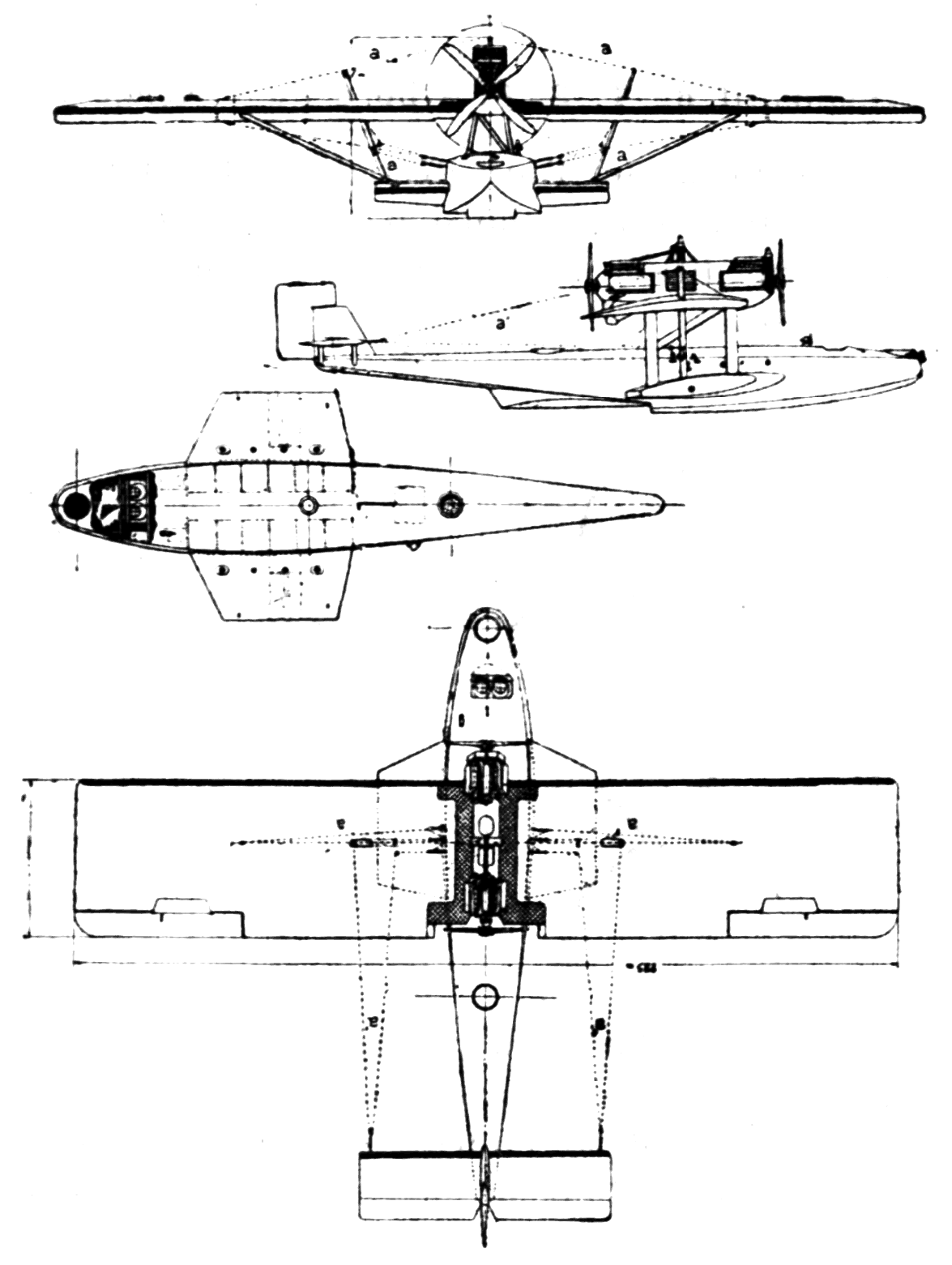
Dornier Do J Wal

  - 1 cuatripala en el motor delantero
  - 1 bipala en el motor trasero

### Rendimiento
- Velocidad máxima operativa (Vno): 170-185 km/h
- Velocidad crucero (Vc): 145 km/h (90 MPH; 78 kt)
- Alcance: 800 km (432 nmi; 497 mi)
- Techo de vuelo: 3500 m (11 483 ft)

## Aeronaves relacionadas

### Desarrollos relacionados
- Dornier Do 18

### Secuencias de designación
- Secuencia Alfabética (interna de Dornier): ← Do F - Do G - Do H - Do J - Do K - Do L - Do N - Do O - Do P - Do Q - Do R →
- Secuencia Do _ (designaciones del RLM para Dornier): ← Do 13 - Do 14 - Do 15 - Do 16 - Do 17 - Do 18 - Do 19 →
- Secuencia Numérica (designaciones del RLM 1933-1945): ← Do 13 - Do 14 - Do 15 - Do 16/Wn 16 - Do 17 - Do 18 - Do 19 →
- Secuencia Numérica (Aeronaves del Ejército del Aire español, 1939-1945): ← 64 - 65 - 66 - 70 - 71 - 73
- Secuencia HR._ (Hidroaviones del Ejército del Aire español, 1945-1954): HR.1 - HR.2 - HR.3 - HR.4 →
- Secuencia HR._ (Hidroaviones del Ejército del Aire español, 1954-1978): HR.1 - HR.5